# Melgar de Fernamental
Melgar de Fernamental est une commune d'Espagne dans la communauté autonome de Castille-et-León, province de Burgos. Elle s'étend sur 108,62 km2 et comptait environ 1.842 habitants en 2011.